# Ani Aprahamian
Ani Aprahamian (armenisch Անի Ապրահամյան; * 15. August 1958 im Libanon) ist eine armenisch-amerikanische Kernphysikerin und Hochschullehrerin. Sie ist Frank-M.-Freimann-Professorin für Experimentelle Kernphysik an der University of Notre Dame und gleichzeitig Professorin in der Abteilung für Chemie und Biochemie der University of Notre Dame.

## Leben und Werk
Aprahamian ist eines von fünf Kindern des Schneiders Bedros Artin (Harout) Aprahamian und der Näherin Hasmig Manougian. Ihre Großeltern waren Überlebende des Völkermords an den Armeniern und ihre Eltern wurden in Flüchtlingslagern in Beirut im Libanon geboren. Sie zog mit ihren Eltern im Alter von 11 Jahren nach Massachusetts. Aprahamian studierte an der Clark University in Worcester (Massachusetts), wo sie 1980 den Bachelor of Arts erwarb und 1986 in Kernchemie promovierte.
Sie forschte als Postdoktorandin in der Abteilung für Kernchemie am Lawrence Livermore National Laboratory, bevor sie 1989 an die Fakultät für Physik und das Nuclear Science Laboratory der University of Notre Dame wechselte.
Von 2006 bis 2008  war sie Programmdirektorin der National Science Foundation, Abteilung Mathematische und Physikalische Wissenschaften für Kern- und Teilchenastrophysik sowie Kernphysik. Sie war Mitglied des Nuclear Science Advisory Committee (NSAC) und Mitglied mehrerer NSAC Long Range Plan Committees, die sowohl die National Science Foundation als auch das Department of Energy Office of Science in Fragen der Kernphysik beraten. Sie war Co-Vorsitzende des NSAC-Unterausschusses für Isotope und Hauptautorin der Berichte Isotopes for the Nation’s Future und Compelling Research Opportunities using Isotopes. Sie war Vorsitzende der Abteilung für Kernphysik der American Physical Society und Mitglied des APS Policy Committee. Sie ist die gewählte Vorsitzende der International Union of Pure and Applied Physics Commission-12 (Kernphysik) und gewähltes Mitglied der IUPAP C-10 (Astro-Particle Physics: APpic).
2006 wurde sie auf der Jahrestagung des Council of Science Editors als eine der drei einflussreichsten Frauen in der Wissenschaft und im wissenschaftlichen Verlagswesen ausgezeichnet.
2018 wurde sie als erste Frau zur Direktorin des A. I. Alikhanyan National Science Laboratory (AANL, früher bekannt als Physikalisches Institut Jerewan) ernannt.

## Tätigkeit in Armenien

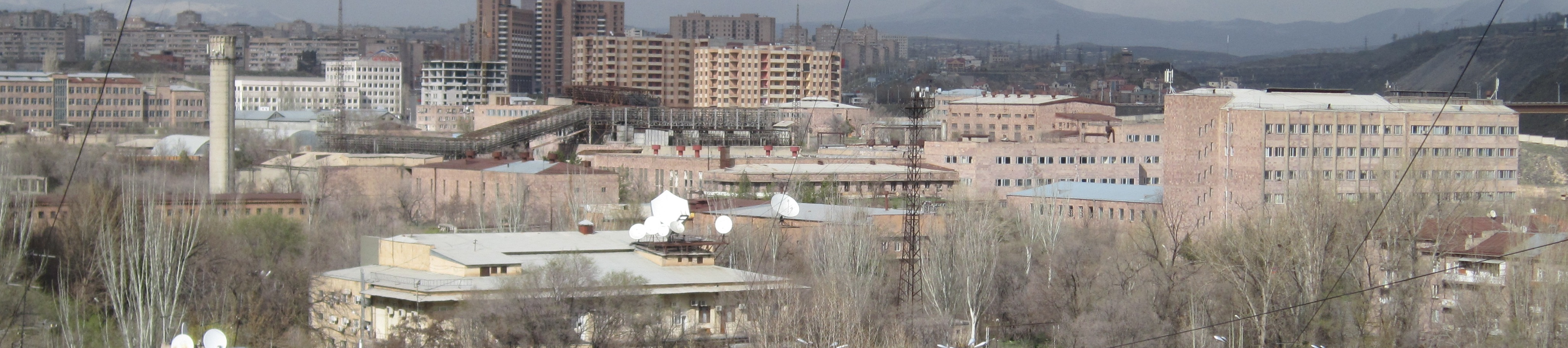
Ansicht des Eriwaner Physikinstituts, 2016

2017 besuchte sie das Nationallabor Armeniens, wo 2012 ein Zyklotron des Typs Cyclone-18 gekauft und 2014 am AI Alikhanyan National Science Laboratory installiert wurde. Es war 2017 noch nicht betriebsbereit. Der etwa 1,80 m lange Teilchenbeschleuniger in Jerewan sollte kurzlebige radioaktive Isotope liefern, die für Positronen-Emissions-Tomographie (PET)-Scans zur Diagnose und Erkennung von Krebstumoren verwendet werden können. Er sollte gleichzeitig auch für die grundlegende nuklearwissenschaftliche Forschung, die nukleare Astrophysik und andere Anwendungen der Nuklearwissenschaft genutzt werden. Dank Aprahamian und ihren Mitarbeitern erhielten die Bürger Armeniens Zugang zu dieser Ressource. Laut Aprahamian wird dieses eine Zyklotron genügend medizinische Isotope produzieren, um den gesamten Bedarf der Patienten in Armenien und den umliegenden Ländern zu decken.
Nachdem Aprahamian 2018 ein Fulbright-Stipendium für die Fortsetzung ihrer Forschung in Armenien erhalten hatte, entwickelte sie 2020 zusammen mit ihrem Team einen Ozongenerator zur Raumluft-Sterilisierung, der in der COVID-19-Pandemie in Armenien zum Einsatz kam.

## Forschung
Ihre Forschung konzentriert sich auf die Entwicklung der Kernstruktur und den Einfluss verschiedener Struktureffekte auf stellare und explosive astrophysikalische Prozesse. Sie beschäftigt sich auch mit der Anwendung der Nuklearwissenschaft auf Energie und Medizin.
Aprahamian hat über 235 eingeladene Vorträge auf verschiedenen nationalen und internationalen Konferenzen gehalten und über 200 Veröffentlichungen in Fachzeitschriften, Buchkapiteln usw. veröffentlicht. Sie ist in zahlreichen internationalen und nationalen Beratungsausschüssen in der Nuklearwissenschaft aktiv. Sie ist die JINA-Vertreterin beim EMMI (ExtreMe Matter Institut: Helmholtz Center of Excellence) bei GSI. Sie war Vorsitzende des wissenschaftlichen Rates bei GANIL in Frankreich und Gutachterin für das Institute of Physics im Vereinigten Königreich.

## Auszeichnungen und Ehrungen (Auswahl)
- 1999: Elected Fellow der American Physical Society
- 2003: Presidential Award der University of Notre Dame[11]
- 2006: College of Arts & Letters Award of Appreciation der University of Notre Dame
- 2008: NSF Director’s Award for Collaborative Integration
- 2008: Elected Fellow der American Association for the Advancement of Science
- 2008: Auswärtiges Mitglied der Armenischen Akademie der Wissenschaften[11]
- 2021: Fellow der American Chemical Society
- 2022: Armenian American Medical Society Award

## Mitgliedschaften
- Sigma Xi
- New York Academy of Science
- Mexican Physical Society

## Veröffentlichungen (Auswahl)
- mit Jolie A. Cizewski, Stuart Pittel, N. Victor Zamfir: Mapping the Triangle: International Conference on Nuclear Structure, Grand Teton National Park, Wyoming, 22-25 May 2002: v. 638 (AIP Conference Proceedings). American Institute of Physics, 2002, ISBN 978-0-7354-0093-1.
- Science Brings Nations Together: Mary Good and the Heaviest Atoms and Nuclei. Pure and Applied Chemistry, 95 (12), 2023, S. 1197–1206. DOI: 10.1515/pac-2023-1003.
- mit V. Vardanyan, S. Kharatyan, P. Olshin, K. Manukyan: Initial Stages of Hydrogen-Enhanced Methane Reduction of Nickel Oxide. 2024 Industrial & Engineering Chemistry Research, 63 (11), 2024, S. 4838–4844. DOI: 10.1021/acs.iecr.4c00035.